# Melamed
Melamed (hebrejsko מלמד, učitelj) je izraz, v biblijskih časih uporabljen za poimenovanje verskega učitelja, v Talmudu pa namenjen poimenovanju učitelja otrok. V zadnjih stoletjih se uporaba nanaša na judovskega verskega učitelja Čeder šole.
Melamed je bil določen s strani lokalne judovske skupnosti in od slednje prejemal plačilo. Slednje je bilo navadno precej nizko - večina verskih učiteljev je živelo siromašno življenje. Število poučevanih otrok ni bilo omejeno, med delom Melameda pa ni smel opravljati drugega dela. Pravilo je velevalo, da lahko poklic Melameda opravlja zgolj poročen judovski moški.